# Eromanga-sensei
Eromanga-sensei (яп.  エロマンガ先生 «Эроманга-сэнсэй») — серия ранобэ, написанная Цукасой Фусими и иллюстрированная Хиро Кандзаки. Манга-адаптация истории от мангаки rin, публиковалась в журнале Dengeki Daioh с 27 мая 2014 года по 27 мая 2021 года. Аниме-адаптация студии A-1 Pictures транслировалась с 8 апреля по 24 июня 2017 года.

## Сюжет
Старшеклассник Масамунэ Идзуми два года назад стал профессиональным писателем ранобэ, специализирующимся на историях в жанре фэнтези. Редакция издательства, в котором публикуется Масамунэ, определила ему в иллюстраторы анонимного художника, известного под псевдонимом «Эроманга-сэнсэй». Несмотря на свою работу, Идзуми продолжил обучение в школе. Вскоре его овдовевший отец женился во второй раз, и таким образом у Масамунэ появилась младшая сводная сестра Сагири, которая произвела очень сильное впечатление на юного автора. За год до начала событий произведения родители Идзуми погибли: Масамунэ вместе с Сагири стали сиротами, опеку над которыми взяла сестра отца Идзуми. Эти события сильно повлияли на Сагири, которая из-за депрессии стала хикикомори и прекратила посещать школу. Масамунэ, видя что у Сагири не получается найти контакт с опекуном, уговорил свою тётю дать возможность им с сестрой жить отдельно с условием, что он продолжит развиваться как писатель и поможет Сагири перестать быть затворницей. Однако в течение года Масамунэ не удалось ни разу даже поговорить с Сагири.
Однажды писатель узнал, что «Эроманга-сэнсэй» оставил негативный отзыв на развитие сюжета в его ранобэ, и решил выяснить кто именно скрывается за личностью художника. В интернете Масамунэ обнаружил, что «Эроманга-сэнсэй» регулярно устраивает прямые трансляции, где изображает различных аниме-персонажей. Увидев антураж жилища мангаки, юноша сразу же распознал в нём комнату своей сестры. Позже Сагири призналась Масамунэ, что именно она и является тем самым «Эроманга-сэнсэем», впервые впустив сводного брата в свою комнату. С этого момента между братом и сестрой начинает медленно налаживаться контакт, а сам Масамунэ решает написать романтическую комедию о любви брата и сестры, взяв за основу главных героев себя и Сагири.

## Персонажи
Масамунэ Идзуми (яп. 和泉 正宗 Идзуми Масаму:нэ)
Сэйю: Ёсицугу Мацуока
Сагири Идзуми (яп. 和泉 紗霧 Идзуми Сагири)
Сэйю: Аканэ Фудзита
Эльф Ямада (яп. 山田 エルフ Ямада Эруфу)
Сэйю: Минами Такахаси
Мэгуми Дзинно (яп. 神野 めぐみ Дзинно Мэгуми)
Сэйю: Ибуки Кидо
Мурамаса Сэндзю (яп. 千寿 ムラマサ Сэндзю Мура:маса)
Сэйю: Саори Ониси
Томоэ Такасаго (яп. 高砂 智恵 Такасаго Томо:э)
Сэйю: Юи Исикава

## Медиа-издания

### Ранобэ
Ранобэ написано Цукасой Фусими и иллюстрировано Хиро Кандзаки. Первый том был опубликован издательством ASCII Media Works 10 декабря 2013 года.
Список томов
| № | Заглавие                                                                      | Дата публикации  | ISBN                   |
| - | ----------------------------------------------------------------------------- | ---------------- | ---------------------- |
| 1 | Eromanga Sensei: My Little Sister and the Sealed Room                         | 10 декабря 2013  | ISBN 978-4-04-866081-5 |
| 2 | Eromanga Sensei: My Little Sister and the Most Interesting Novel in the World | 10 мая 2014      | ISBN 978-4-04-866531-5 |
| 3 | Eromanga Sensei: My Little Sister and Fairy Island                            | 10 октября 2014  | ISBN 978-4-04-866937-5 |
| 4 | Eromanga Sensei: Eromanga Sensei VS Eromanga Sensei G                         | 10 марта 2015    | ISBN 978-4-04-869334-9 |
| 5 | Eromanga Sensei: Sagiri Izumi's School Debut                                  | 10 сентября 2015 | ISBN 978-4-04-865381-7 |
| 6 | Eromanga Sensei: Ten Reasons to be Married to Elf Yamada-chan                 | 10 марта 2016    | ISBN 978-4-04-865808-9 |
| 7 | Eromanga Sensei: Cohabitation Starting with Anime                             | 10 августа 2016  | ISBN 978-4-04-892249-4 |
| 8 | Eromanga Sensei: Masamune Izumi's Holiday                                     | 10 января 2017   | ISBN 978-4-04-892597-6 |
| 9 | Eromanga Sensei: Sagiri's New Married Life                                    | 9 июня 2017      | ISBN 978-4-04-892950-9 |

### Манга
Манга-адаптация на основе сценария Цукасы Фусими, но с иллюстрациями rin, начала публиковаться в журнале Dengeki Daioh 27 мая 2014 года. Последняя глава должна выйти в июньском выпуске журнала, который выйдет в печать 27 мая 2021 года.
Список томов
| №  | Дата публикации | ISBN                   |
| -- | --------------- | ---------------------- |
| 1  | 10 ноября 2014  | ISBN 978-4-04-866922-1 |
| 2  | 9 мая 2015      | ISBN 978-4-04-865087-8 |
| 3  | 9 января 2016   | ISBN 978-4-04-865518-7 |
| 4  | 20 августа 2016 | ISBN 978-4-04-892172-5 |
| 5  | 10 марта 2017   | ISBN 978-4-04-892718-5 |
| 6  | 7 октября 2017  | ISBN 978-4-04-893431-2 |
| 7  | 9 июня 2018     | ISBN 978-4-04-893849-5 |
| 8  | 2 февраля 2019  | ISBN 978-4-04-912351-7 |
| 9  | 9 ноября 2019   | ISBN 978-4-04-912837-6 |
| 10 | 10 июня 2020    | ISBN 978-4-04-913234-2 |
| 11 | 10 февраля 2021 | ISBN 978-4-04-913660-9 |

### Аниме
Аниме-адаптация была анонсирована в марте 2016 года. Режиссёром выступил Рёхэй Такэсита, сценарий написан Тацуей Такахаси, дизайн персонажей разработан Гото Нодзому. Композитор — Кикуя Томоки. Аниме-сериал производства студии A-1 Pictures транслировался с 8 апреля по 24 июня 2017 года.
Открывающую композицию под названием "Hitorigoto" (яп. ヒトリゴト Soliloquy) исполняет ClariS; закрывающей композицией является «Adrenaline!!!» в исполнении TrySail. Aniplex of America лицензировала сериал для США и Канады.

#### Список серий
| № серии | Название                                                                           | Дата премьеры       |
| ------- | ---------------------------------------------------------------------------------- | ------------------- |
| 1       | «Моя маленькая сестра и закрытая комната» «妹と開かずの間»                         | 8 апреля 2017 года  |
| 2       | «Староста с нормальной жизнью и бесстрашная фея» «リア充委員長と不敵な妖精»        | 15 апреля 2017 года |
| 3       | «Особняк во всей своей наготе и Падший мастер» «全裸の館と堕落の主»                | 22 апреля 2017 года |
| 4       | «Эроманга-сэнсэй» «エロマンガ先生»                                                 | 29 апреля 2017 года |
| 5       | «Давай планировать лайт-новеллу со своей младшей сестрой» «妹とラノベ企画を創ろう» | 6 мая 2017 года     |
| 6       | «Изуми Масамуне и Возмездие десяти миллионов копий» «和泉マサムネと一千万部の宿敵» | 13 мая 2017 года    |
| 7       | «Моя младшая сестра и самая интересная новелла в мире» «妹と世界で一番面白い小説»  | 20 мая 2017 года    |
| 8       | «Грезящая Сагири и летние фейерверки» «夢見る紗霧と夏花火»                         | 27 мая 2017 года    |
| 9       | «Маленькая сестра и остров Фей» «妹と妖精の島»                                     | 3 июня 2017 года    |
| 10      | «Масамунэ Идзуми и младший сэмпай» «和泉マサムネと年下の先輩»                      | 10 июня 2017 года   |
| 11      | «Как встречаются будущие брат и сестра» «二人の出会いと未来の兄妹»                 | 17 июня 2017 года   |
| 12      | «Фестиваль эроманги» «エロマンガフェスティバル»                                    | 24 июня 2017 года   |